# Georges Desenfrans
Georges Desenfrans fue un deportista belga que compitió en remo. Ganó una medalla de oro en el Campeonato Europeo de Remo de 1909, en la prueba de doble scull.

## Palmarés internacional
| Campeonato Europeo | Campeonato Europeo        | Campeonato Europeo | Campeonato Europeo |
| Año                | Lugar                     | Medalla            | Prueba             |
| ------------------ | ------------------------- | ------------------ | ------------------ |
| 1909               | Juvisy-sur-Orge (Francia) | Medalla de oro     | Doble scull        |